# Hama (virksomhed)
Hama GmbH & Co. KG er en tysk distributør og producent af forbrugerelektronik, tilbehør, foto, computer og telekommunikation. De har 20 afdelinger med ca. 2.500 ansatte og deres hovedkvarter i Monheim, Schwaben.
Virksomheden blev grundlagt i 1923 af Martin Hanke i Dresden under navnet Hamaphot, Martin Hanke & Co.